# Felix Keisinger
Pour les articles homonymes, voir Keisinger.
Felix Keisinger, né le 29 décembre 1997 est un skeletoneur allemand.

## Palmarès

### Coupe du monde
- Meilleur classement général : 4e en 2020.
- 5 podiums individuels : 2 deuxièmes places et 3 troisièmes places.
- 1 podium en épreuve mixte : 1 deuxième place.